# Ḡ

Přehlasované latinské písmeno G

Ḡ (minuskule ḡ) je speciální znak latinky. Nazývá se G s vodorovnou čárkou. Používá se velmi zřídka. Jedním z užití je přepis gruzínštiny do latinky (gruzínština se píše gruzínským písmem), kde odpovídá znaku ღ. Dále se používá v přepisu tádžičtiny do latinky (tádžičtina se píše cyrilicí), kde odpovídá znaku ғ a k přepisu hebrejštiny (ta se píše písmem hebrejským), kde odpovídá písmenu gimel (ג). Velmi zřídka se používá v přepisech IPA znak označuje zvuk ɣ. Znak Ḡ je také užíván k zápisu jazyků kokota a čeke holo, kterými se mluví na ostrově Santa Isabel, kde značí znělou velární frikativu (ɣ). V Unicode mají písmena Ḡ a ḡ tyto kódy:
- Ḡ U+1E20
- ḡ U+1E21